# Bad World Tour
Il Bad World Tour è stato il primo tour mondiale da solista del cantautore statunitense Michael Jackson, intrapreso tra il 1987 e il 1989 a supporto del suo settimo album in studio, Bad.
Il tour iniziò a Tokyo, in Giappone, il 12 settembre 1987 davanti a più di 45.000 spettatori, per poi spostarsi in Australia, Stati Uniti e infine Europa, facendo tappa anche in Italia, a Roma il 23 e il 24 maggio 1988 e a Torino il 29, concludendosi a Los Angeles il 27 gennaio 1989.
Jackson eseguì 123 concerti in 15 nazioni in Asia, Oceania, Nord America ed Europa. Il tour ebbe un totale di quasi 4,5 milioni di spettatori, con un incasso complessivo di oltre 125 milioni di dollari dell'epoca, rendendolo all'epoca il tour di maggior successo di tutti i tempi, e ottenendo tre record nel Guinness dei Primati come "il tour con i maggiori incassi nella storia", "il tour con il più vasto pubblico presente" e "la serie di concerti di maggior successo della storia".
Nel 2019 il Bad World Tour è stato scelto da Vivid Seats e Consequence come il "miglior tour di tutti i tempi di un artista solista":

## Il tour

### Antefatti, annuncio e promozione
Il 1º luglio 1987 Frank DiLeo, manager di Jackson, annunciò durante in una conferenza stampa da lui indetta che il cantante avrebbe intrapreso il suo primo tour mondiale da solista partendo dal Giappone, per proseguire poi in Australia, Stati Uniti ed Europa. La serie di concerti avrebbe sancito il suo ritorno sul palco dal Victory Tour con i Jacksons nel 1984, oltre che la sua prima visita in Giappone dai tempi dei Jackson 5, nel 1973. Tutti i concerti del tour sarebbero stati eseguiti in stadi, parchi cittadini e grandi aree all'aperto: tuttavia, per i concerti negli Stati Uniti, Jackson scelse di esibirsi nelle arene, per poter essere più vicino al pubblico e per evitare la confusione mediatica e organizzativa che aveva contraddistinto il tour negli stadi del 1984. Pepsi-Cola, che aveva già sponsorizzato il Victory Tour, firmò un nuovo contratto con Jackson del valore di 15 milioni di dollari a sostegno del tour americano, estendendolo poi anche agli spettacoli nel resto del mondo. In seguito all'accordo, tra il 1987 e il 1988 furono girati una serie di spot che avevano come protagonista il cantante: nel primo della serie, realizzato nell'87, Jackson simulava un concerto mentre eseguiva una versione dal vivo di Bad con un testo diverso dall'originale (contenente dei riferimenti alla bevanda), alternata a delle immagini di un giovane ammiratore (James Safechuck) che bussava alla porta del suo camerino per chiedere un autografo e che, alla fine, veniva colto di sorpresa dal suo arrivo. Altri quattro spot vennero realizzati per promuovere la parte europea del tour nel 1988 ed erano divisi in episodi intitolati The Chase, The Chopper, The Museum e The Finale, in cui si vedeva il cantante fuggire dopo un concerto dai fans e dai paparazzi prima a bordo di una Ferrari Testarossa completamente nera, poi appeso ad un elicottero per poi, alla fine dell'ultimo spot, ritrovarsi di nuovo su un palcoscenico. Come conseguenza della sponsorizzazione del tour, le vendite di Pepsi aumentarono del 200% nel solo Giappone alla fine del 1987.

### Allestimento
Lo staff "permanente" del tour contava più di 130 persone, a cui se ne aggiungevano altre 40 che venivano reclutate localmente; per trasportare l'entourage, il palco e le attrezzature venne noleggiato un jumbo jet, mentre 22 camion erano necessari per spostarsi da un luogo ad un altro. Il palco pesava circa 33 tonnellate, e utilizzava 700 luci, 100 altoparlanti, 40 laser, tre specchi e due megaschermi al LED di 7 metri per 5, all'epoca considerati una tecnologia all'avanguardia.
Per i concerti del 1988 e del 1989 il palco, lungo oltre 60 metri, fu modificato con l'aggiunta di un piano rialzato per la band con luci intermittenti, parti removibili che apparivano e scomparivano e un muro di oltre duemila luci sul fondo della scena, che venivano controllate da remoto con un PC, anche questo all'avanguardia per l'epoca.

### Preparazione e dettagli

#### I costumi

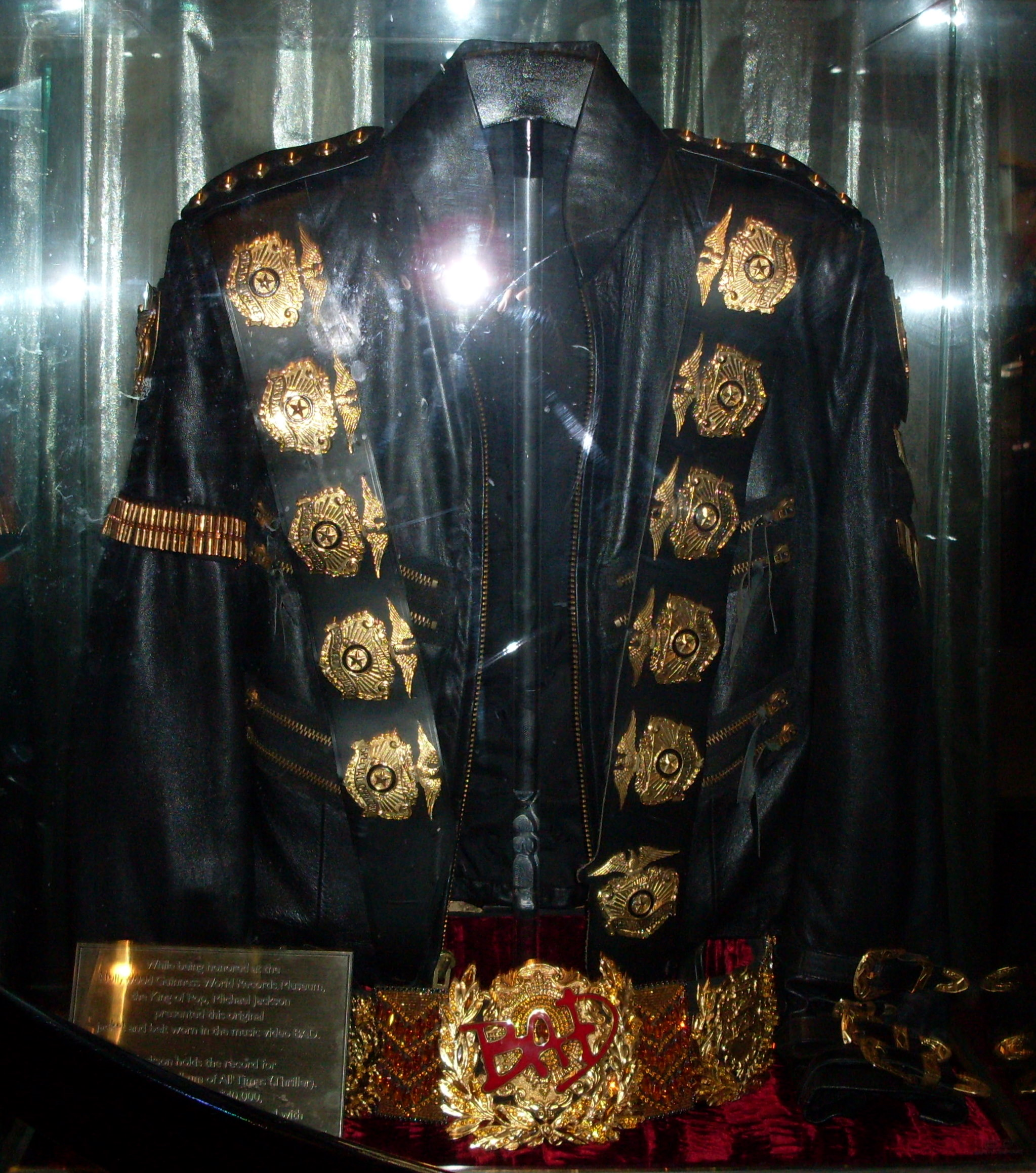
Giacca e cintura indossate da Jackson all'inizio dei concerti.

I primi costumi per il tour vennero disegnati e realizzati da Bill Whitten, mentre il resto dagli stilisti Michael Lee Bush e Dennis Tompkins, conosciuti da Jackson due anni prima sul set di Captain EO. Per il tour Jackson indossava una giacca e dei pantaloni di pelle nera in stile militare, entrambi abbondantemente decorati da cinghie in pelle, cerniere, fibbie, borchie, stemmi e decorazioni militari, e un ampio cinturone metallico finemente decorato. La giacca militare era indossata solamente per il brano di apertura a partire da Yokohama; sotto ad essa, Jackson aveva un costume in spandex, con una sola decorazione in pelle nera borchiata. Durante i tre concerti iniziali del tour a Tokyo il colore del costume era diverso ogni sera: Jackson voleva sperimentare quale tinta fosse migliore, per essere ben visibile da tutti i fan nello stadio, tra il nero (utilizzata nel primo giorno), l'argento (utilizzata nel secondo giorno) e il rosso (utilizzata nel terzo giorno); alla fine scelse l'argento, che avrebbe mantenuto per tutto il resto del tour a partire da Nishinomiya il 19 novembre. In Workin' Day and Night Jackson indossava una tuta violacea di velluto e velcro, impreziosita da strass, fibbie e cerniere ribattezzata magic jumpsuit, perché in realtà si trattava di una tuta da trasformista, che permetteva a Jackson di cambiarsi velocemente alla fine della canzone, dopo un trucco di magia. Per Thriller l'artista indossava una giacca simile a quella del video che includeva fibre ottiche luminose che si illuminavano a comando.
Nella seconda parte del tour, numerosi abiti furono cambiati, in particolare quelli di Jackson; per la prima parte dei concerti il cantante mantenne la giacca con i pantaloni borchiati e il cinturone, indossando però un nuovo costume argentato dal design maggiormente militare, anch'esso abbellito da cinture, fibbie e decorazioni metalliche. Nei concerti a Kansas City il costume si chiudeva a bottoni, mentre a partire da New York si chiudeva con una zip. Una seconda magic jumpsuit fu realizzata per Workin' Day and Night, stavolta di colore bianco, impreziosita da cinghie e cinturini, simile alle tute che Elvis Presley indossava negli ultimi anni di vita. Anche per Thriller fu realizzata una seconda giacca tecnologicamente all'avanguardia per l'epoca, contenente 11,000 luci che si accendevano a distanza durante l'esibizione, andando a ritmo con il brano e la coreografia. Per realizzare il pezzo, Bush e Tompkins lavorarono con tre ingegneri per cablare la giacca con delle batterie posteriori, una scheda del computer e cavi che si estendevano fino alle maniche. Le pesanti batterie necessarie ad accendere la giacca non permettevano a Jackson di indossarla per tutto il pezzo, pertanto iniziava la canzone con una diversa giacca (simile a quella da college vista all'inizio del videoclip) che cambiava a metà esibizione con quella luminosa, poco prima della coreografia con gli zombi.
In totale, i costumi realizzati per il tour, inclusi quelli per i ballerini e la band, furono oltre 70.

#### La band e i ballerini
Per comporre la sua nuova band, Jackson indisse una lunga serie di audizioni a Los Angeles nell'estate del 1987. Furono scelti tre coristi maschili, Kevin Dorsey, Dorian Holley e Darryl Phinnessee; la quarta corista scelta, Siedah Garrett, era la cantante che aveva registrato I Just Can't Stop Loving You con Jackson e co-scritto per lui Man in the Mirror insieme a Glen Ballard. A causa di altri impegni discografici, fu tuttavia costretta a rinunciare all'incarico, nonostante avesse provato per due settimane con tutta la band, e venne sostituita dall'allora emergente Sheryl Crow. Come direttore musicale, Jackson scelse Greg Phillinganes, che aveva collaborato a tutti i suoi album e a quelli dei Jacksons fin dal 1978, mentre alla batteria venne chiamato Jonathan Moffett, storico batterista dei Jacksons fin dal 1979; essendo però ancora impegnato nel Who's That Girl Tour di Madonna, che si era prolungato più del previsto, venne sostituito da Ricky Lawson. La chitarrista Jennifer Batten fu scelta tra più di 100 persone; Jackson rimase particolarmente impressionato dalla sua esecuzione di Beat It, che Batten aveva imparato a suonare anni prima con la sua cover band. Il cantante ideò per lei anche l'iconico look androgino, che ne avrebbe contraddistinto l'immagine negli anni successivi. Le prove del tour, svoltesi negli Universal Studios di Hollywood a Los Angeles, durarono più di due mesi.
Jackson selezionò 5 ballerini per il tour, tra cui LaVelle Smith Jr., che aveva già partecipato al videoclip di Smooth Criminal nei mesi precedenti, e che sarebbe rimasto uno dei suoi coreografi principali per tutto il resto della sua carriera.

#### La prima parte del tour (1987)
La tournée partì a meno di un mese dalla pubblicazione dell'album. Impegnato nella promozione del disco e poi nella realizzazione dei primi videoclip, il cantante non aveva avuto modo di provare coreografie per le nuove canzoni, pertanto i concerti giapponesi e australiani del tour somigliavano nella scaletta e nelle coreografie di molti brani al precedente Victory Tour con i fratelli: le uniche differenze sostanziali consistevano negli arrangiamenti dei brani, nella nuova band, nei ballerini al posto dei fratelli Jackson e nei costumi. Le uniche due tracce dal nuovo album erano il duetto I Just Can't Stop Loving You e Bad, con cui i concerti si chiudevano, e che erano anche gli unici due singoli pubblicati fino ad allora.
Per l'ingresso in scena di Jackson, una parete di luci emergeva dal palco, avvolto in una cortina di fumo; al suo diradarsi apparivano improvvisamente il cantante e i suoi ballerini, che iniziavano il concerto lanciandosi in Wanna Be Startin' Somethin'. La performance di This Place Hotel, che comprendeva effetti pirotecnici, era preceduta dalla silhouette di Jackson che danzava dietro ad un telo, mentre i coristi recitavano alcuni versi in sottofondo. Ad ogni tappa, durante She's Out of My Life, Jackson faceva salire sul palco una fan diversa e cantava una parte della canzone abbracciato a lei. Alla fine di Workin' Day and Night Jackson scompariva con un numero di illusionismo, per riapparire pochi secondi dopo completamente cambiato nel costume di Beat It dalla parte opposta del palco, su di un braccio meccanico che lo sollevava diversi metri sopra il pubblico. Nei concerti giapponesi, verso la fine dello spettacolo, Jackson scendeva a sorpresa dal palco sulle note di Bad per avvicinare i fan delle prime file.

#### La seconda parte del tour (1988-'89)

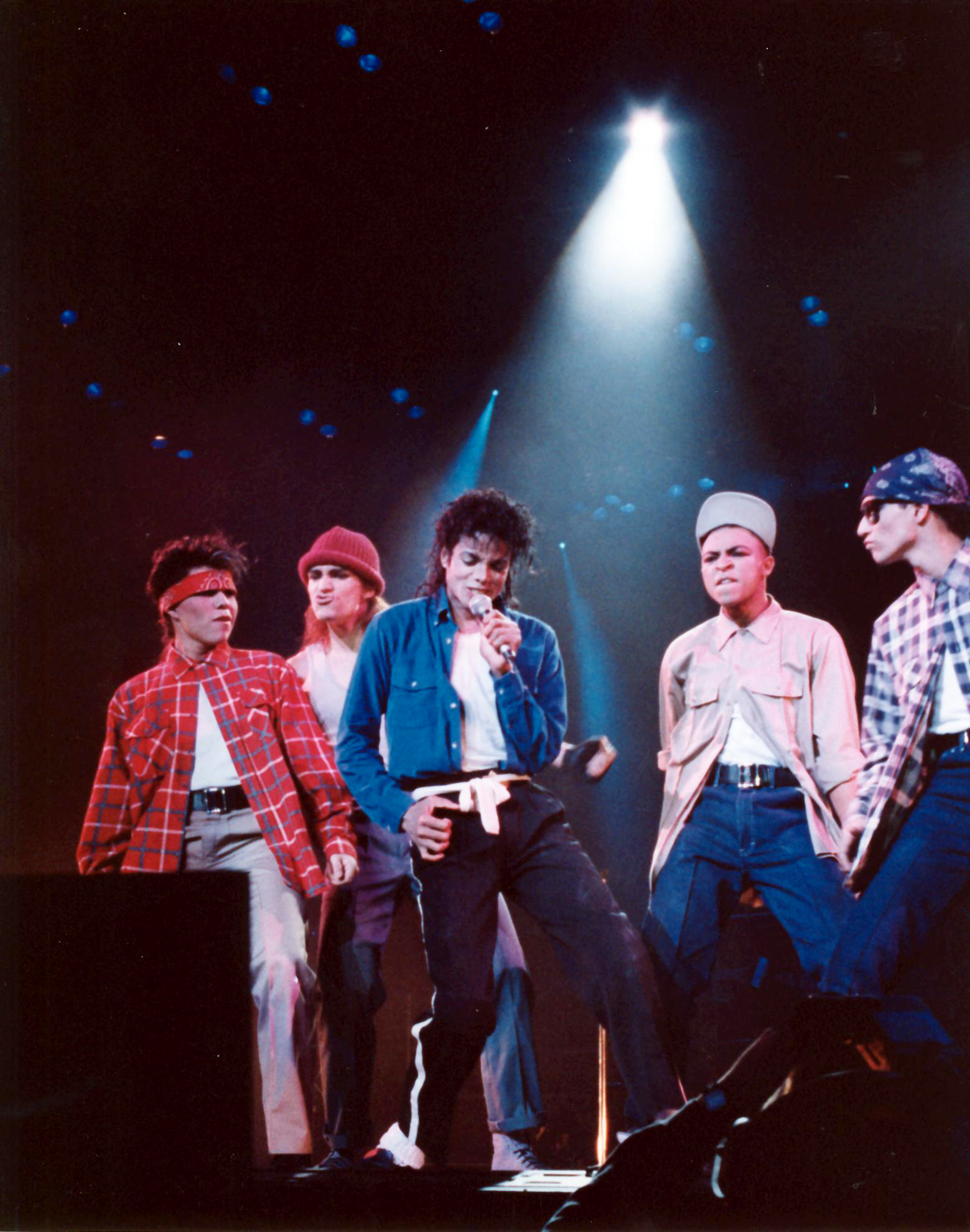
Michael Jackson e i suoi ballerini interpretano The Way You Make Me Feel nel 1988.

Nei circa tre mesi che separarono la prima e la seconda parte del tour, Jackson ebbe modo di provare nuove coreografie e aggiunse in scaletta numerosi brani dal nuovo album: fecero così il loro esordio dal vivo le canzoni Another Part of Me, Smooth Criminal, Dirty Diana, The Way You Make Me Feel e Man in the Mirror, che chiudeva lo spettacolo con un appello umanitario, che sarebbe divenuto una consuetudine nelle successive tournée di Jackson. Rispetto alla prima parte del tour, l'ingresso di Jackson era preceduto da un'introduzione più elaborata: il muro di luci sul fondo si illuminava improvvisamente, disegnando l'immagine dei piedi di Jackson che effettuavano il moonwalk, al termine del quale partivano una serie di fragorosi rumori metallici ed esplosioni, seguiti quindi dal consueto ingresso sul palco con la cortina fumogena. This Place Hotel inoltre veniva eseguita senza l'introduzione col telo e la silhouette, utilizzati invece come apertura per Smooth Criminal, al termine della quale i ballerini cadevano a terra "crivellati" di colpi, tramite effetti pirotecnici inseriti nei loro costumi. All'inizio di Thriller, Jackson indossava una maschera da licantropo ed eseguiva un altro numero di illusionismo, scomparendo in una nuvola di fumo e apparendo subito dopo dall'altro lato del palco, calandosi con una fune. L'esibizione di Bad era preceduta da nuove immagini create dal muro di luci, mentre sul finale del brano Jackson presentava ogni membro della band al pubblico e veniva raggiunto da un gruppo di ragazzi e ragazze che ballavano assieme a lui. Al termine di Man In the Mirror, nelle date europee, il concerto veniva concluso da uno spettacolo pirotecnico.

## Scaletta

### Scaletta prima parte - 1987
- 1. Wanna Be Startin' Somethin'
- 2. Things I Do For You
- 3. Off the Wall
- 4. Human Nature
- 5. This Place Hotel (a.k.a. Heartbreak Hotel)
- 6. She's Out of My Life
- 7. The Jackson 5 Medley:
  - I Want You Back
  - The Love You Save
  - I'll Be There
- 8. Rock with You
- 9. Lovely One
- 10. Bad Groove (jam session strumentale della band)
- 11. Workin' Day and Night
- 12. Beat It
- 13. Billie Jean
- 14. Shake Your Body (Down to the Ground)
- 15. Thriller
- 16. I Just Can't Stop Loving You (duetto con Sheryl Crow)
- 17. Bad

### Scaletta seconda parte - 1988/1989
- 1. Wanna Be Startin' Somethin'
- 2. This Place Hotel (a.k.a. Heartbreak Hotel)
- 3. Another Part of Me
- 4. I Just Can't Stop Loving You (duetto con Sheryl Crow)
- 5. She's Out of My Life
- 6. The Jackson 5 Medley:
  - I Want You Back
  - The Love You Save
  - I'll Be There
- 7. Rock with You
- 8. Human Nature 1
- 9. Smooth Criminal 1
- 10. Dirty Diana 2
- 11. Thriller
- 12. Bad Groove (jam session strumentale della band)
- 13. Workin' Day and Night
- 14. Beat It
- 15. Billie Jean
- 16. Bad
- 17. The Way You Make Me Feel 3
- 18. Man in the Mirror

#### Variazioni
1 Human Nature e Smooth Criminal sono state eseguite subito dopo Another Part of Me solamente allo spettacolo del 13 novembre 1988, e negli spettacoli tra il 16 e il 27 gennaio 1989.
2 Dirty Diana non è stata eseguita solamente allo spettacolo del 27 gennaio 1989.
3 The Way You Make Me Feel non è stata eseguita solamente allo spettacolo del 16 luglio 1988.

## Accoglienza

### Giappone ed Australia
La serie di concerti ebbe inizio in Giappone, dove Jackson arrivò il 9 settembre 1987; le autorità dovettero chiedere metà dell'aeroporto internazionale Narita di Tokyo, preso d'assalto da oltre 600 tra giornalisti, fotografi e da centinaia di fan, arrivati per accogliere il cantante, così come il suo scimpanzé domestico Bubbles, che fu imbarcato su un altro volo. Parlando con i giornalisti, Frank DiLeo disse che dopo i concerti il pubblico giapponese non sarebbe più stato lo stesso: la presenza di Jackson provocò infatti un'isteria di massa mai vista prima nel Paese e i nove concerti inizialmente previsti, esauriti da settimane, furono aumentati a 14 per l'ingente richiesta. I primi tre concerti del tour al Korakuen Stadium furono visti da 45.000 spettatori a sera, un record di presenze senza precedenti per la città di Tokyo, e simili cifre si registrarono ben presto in tutte le altre città. In tutto, il tour giapponese di Jackson registrò oltre 570.000 spettatori, battendo ogni precedente record; fino a quel momento nessun artista, straniero o giapponese, era mai riuscito a radunare più di 200.000 persone in un intero tour. Jackson guadagnò oltre 2 milioni di dollari tra sponsorizzazioni e diritti tv, e oltre 20 milioni di dollari dagli incassi dei biglietti. Due speciali televisivi su Jackson e sui concerti di Tokyo registrarono ascolti del 20% alla tv nazionale. La stampa giapponese soprannominò il cantante "Typhoon Jackson" ("tifone Jackson"), definendo il suo tour "il più grande spettacolo sulla Terra", che l'artista decise di dedicare a Yoshiaki Hagiwara, un bambino giapponese di cinque anni che era stato rapito e assassinato poco tempo prima, donando 1,6 milioni di yen ai suoi genitori. Jackson concluse la tappa giapponese donando vari oggetti personalizzati a un'asta di beneficienza, tra cui vestiti e occhiali indossati durante le sue esibizioni.
In Australia il tour registrò simili entusiasmi e Jackson venne soprannominato dalla stampa "Crocodile Michael" ("coccodrillo Michael"). La folla riunitasi sotto il palco durante i concerti a Melbourne, Sydney e Brisbane fu tanto rumorosa ed entusiasta da rendere assai difficile per il gruppo di ballerini udire i conteggi che precedevano l'inizio di un numero.
Lo show di Brisbane del 28 novembre, oltre a venire registrato e trasmesso in diretta nazionale, vide anche la presenza di Stevie Wonder, che salì a sorpresa sul palco per duettare con Jackson nel finale di Bad.

### Stati Uniti e performance ai Grammy Awards 1988

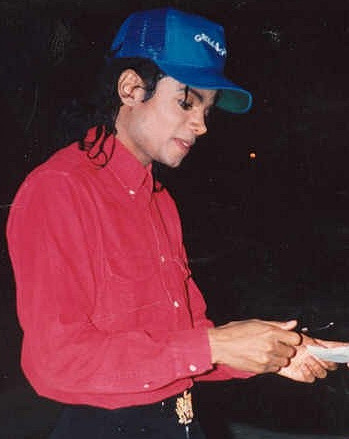
Michael Jackson nel febbraio 1988, durante una pausa dal tour, mentre firma autografi a Honolulu, Hawaii.

Prima della partenza del tour americano, Jackson fece un mese di prove al Pensacola Bay Center a Pensacola, dal 22 gennaio al 18 febbraio 1988, per sperimentare l'esecuzione delle nuove canzoni dell'album – su tutte Smooth Criminal e Man in the Mirror – e il nuovo palco. Le prove generali per il nuovo assetto del tour si svolsero a Pensacola, in Florida, dal 22 gennaio al 18 febbraio 1988, e proprio quest'ultimo giorno furono invitati ad assistervi 450 tra alunni ed insegnanti della Hallmark Elementary School, invitati personalmente da Jackson dopo aver ricevuto in regalo una videocassetta con un brano rap scritto per lui da parte di uno studente.
La seconda parte del tour iniziò a fine febbraio 1988 negli Stati Uniti, facendo registrare sold out ovunque, con biglietti esauriti in 4 ore. Inizialmente, la tournée sarebbe dovuta partire da Atlanta, ma i funzionari della Pepsi obiettarono perché la città ospitava la sede della rivale Coca-Cola; Jackson aprì quindi il tour a Kansas City, la stessa città dove era cominciato il Victory Tour.
Il 2 marzo Jackson partecipò ai Grammy Awards 1988 dove Bad ricevette 5 nomination tra le quali quella di Album dell'anno, vincendo solo il premio per Best Engineered Recording. Jackson tuttavia rubò la scena a ogni altro artista presente con la sua prima esibizione televisiva in 5 anni: nella sua storica performance di chiusura, considerata una delle migliori nella storia del premio, Jackson eseguì The Way You Make Me Feel e Man in the Mirror, dove venne accompagnato da un coro gospel, comprendente anche la cantante, e co-autrice del pezzo, Siedah Garrett.
Il giorno successivo si esibì nel primo di tre concerti al Madison Square Garden di New York, davanti a 20.000 persone. L'incasso dello spettacolo, oltre 600.000 dollari, venne donato in beneficenza da Jackson allo United Negro College Found; trattandosi di un concerto benefico, il cantante venne raggiunto sul palco da diversi ospiti speciali: Siedah Garrett duettò con Jackson durante I Just Can't Stop Loving You; Tatiana Thumbtzen, la modella presente nel video di The Way You Make Me Feel, apparve durante la performance della canzone, mentre il chitarrista Steve Stevens, che aveva già suonato nel videoclip, lo accompagnò in Dirty Diana; la performance del brano tratta dal concerto fu in seguito trasmessa da MTV come versione alternativa del video originale. Pochi giorni dopo il cantante ricevette una laurea honoris causa in Lettere dalla United Negro College Found; oltre ai proventi del concerto, tra il 1985 e il 1988 aveva donato più di 450.000 dollari alla fondazione, garantendo borse di studio a più di 130 giovani afroamericani.
Nel 2010 i tre concerti di Jackson del 1988 sono stati votati come il "migliore evento musicale di sempre" mai ospitato nella storia del Madison Square Garden.

### Europa

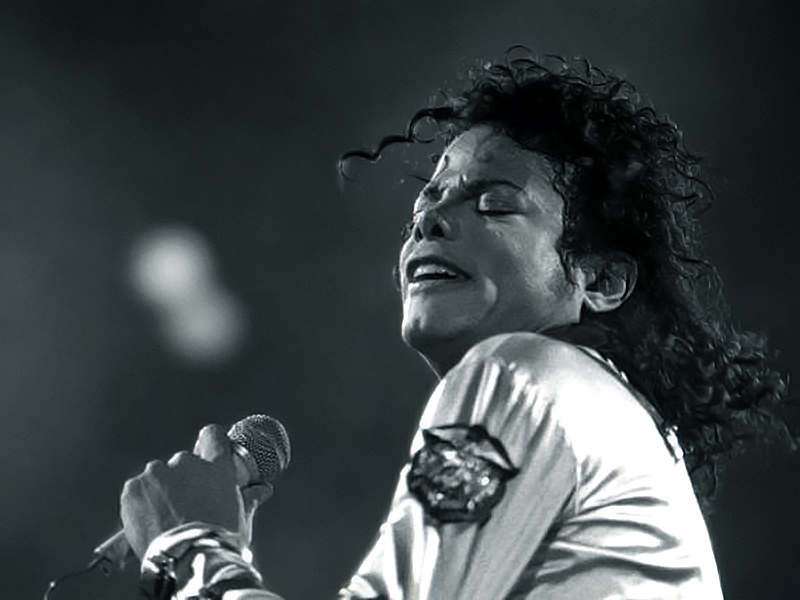
Michael Jackson si esibisce durante la tappa di Vienna nel 1988.

A fine maggio il tour arrivò in Europa, provocando un'isteria collettiva superiore persino a quella registrata in Giappone e in Australia. Il 23 maggio Jackson inaugurò il tour europeo in Italia, con due serate allo Stadio Flaminio di Roma, davanti a 70.000 persone, cui fecero seguito i 60.000 spettatori radunati all'Olimpico di Torino; la polizia dovette nell'occasione soccorrere centinaia di fan che rischiavano di essere schiacciati nella calca della folla. In Austria, i 40.000 spettatori del concerto al Gugl Stadion di Linz stabilirono il record di presenze per la città, mentre la stampa riportò ampiamente gli oltre 130 svenimenti di ragazze tra il pubblico di 55.000 persone durante il concerto al Praterstadion di Vienna. In Germania Jackson divenne il primo artista ad esibirsi all'Hockenheimring, davanti a 100.000 persone, mentre a Monaco di Baviera 77.000 spettatori stabilirono il record di presenze all'Olympiastadion. Il 17 giugno Jackson si recò nella città di Vevey per un incontro con l'attrice Oona O'Neill, vedova di Charlie Chaplin, uno dei suoi più grandi idoli d'infanzia. Il 19 giugno Jackson avrebbe dovuto tenere un concerto a Berlino Ovest nel parco antistante il Palazzo del Reichstag, accanto al confine del Muro; per questo motivo il governo della Repubblica Democratica Tedesca ordinò alla Stasi di compiere azioni di spionaggio contro il cantante durante la sua permanenza in città e organizzò una trasmissione del concerto in differita di due minuti per Berlino Est, in modo da censurare possibili "provocazioni politiche" o, in alternativa, una trasmissione di un precedente spettacolo del cantante. 

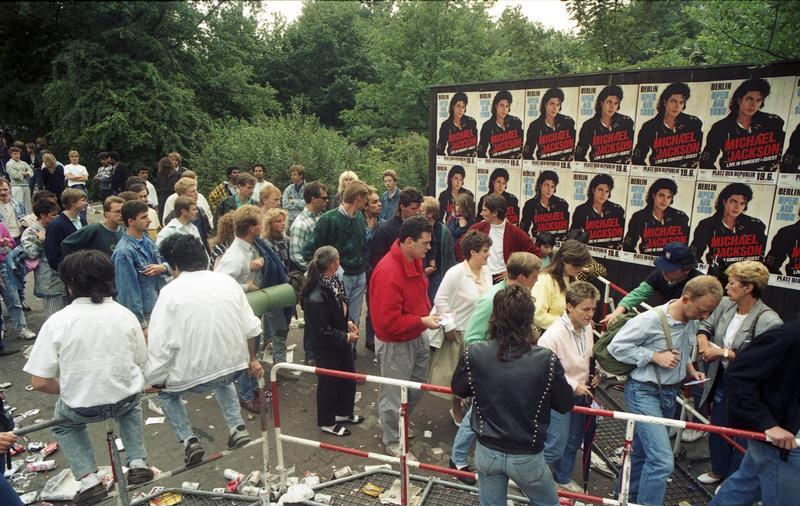
Fan in coda per il concerto di Michael Jackson a Berlino Ovest davanti al Reichstag.

La sera dello spettacolo Jackson si esibì davanti a 60.000 spettatori, mentre diverse decine di migliaia di persone si erano radunate dall'altra parte del Muro; da parte sua Jackson aveva fatto alzare al massimo il volume delle apparecchiature e l'illuminazione per cercare di intrattenere anche i berlinesi dell'Est. All'ultimo minuto, nel timore di azioni antigovernative, la polizia disperse la folla e annullò la trasmissione in differita; il governo della DDR lo considerò "uno dei momenti più minacciosi per la sicurezza della Germania orientale".
A Parigi Jackson divenne il primo artista ad esibirsi al Parc des Princes, cantando davanti a 70.000 spettatori a sera; il Primo Ministro francese Jacques Chirac gli consegnò la Medaglia della città, onorificenza riservata in genere ai capi di Stato. In Spagna il concerto al Camp Nou di Barcellona fu visto da 95.000 spettatori, il pubblico più grande nella storia dello stadio per un artista solista, mentre i due concerti irlandesi al Páirc Uí Chaoimh di Cork, davanti a 130.000 persone, restano il più grande evento musicale mai avvenuto nella città.
Il culmine del tour ci fu in luglio, con l'arrivo nel Regno Unito; il 14 luglio 1988 Jackson diede inizio ad una serie di 7 concerti sold out al Wembley Stadium di Londra davanti a oltre 504.000 spettatori, battendo i record precedenti detenuti da Bruce Springsteen, Genesis e Madonna, ottenendo l'ingresso nel Guinness dei primati per "la serie di concerti di maggior successo della storia". Il 29 novembre 1987 iniziarono le vendite dei biglietti dei primi due concerti e oltre 6.000 persone si accamparono fuori dallo stadio la notte precedente per poterseli assicurare. La richiesta iniziale fu superiore ad 1,5 milioni di biglietti e i primi cinque concerti furono immediatamente sold out con più di sei mesi d'anticipo: fino a quel momento nessun artista o band era mai riuscito a vendere biglietti per più di tre spettacoli nello stadio. Furono quindi aggiunte altre due date, anch'esse esaurite immediatamente; in totale, oltre 2 milioni di persone tentarono di comprare i biglietti per vedere Jackson a Wembley, una cifra tale da poter fare almeno 27 concerti da tutto esaurito. Tuttavia, nonostante l'enorme richiesta e la disponibilità di Jackson, non furono aggiunte ulteriori date londinesi al tour, poiché Io stadio aveva raggiunto la quota massima annuale per le performance live. Oltre al riconoscimento del Guinness, Jackson fu premiato anche dai funzionari dello stadio per lo storico record ottenuto. Al concerto del 16 luglio 1988 Jackson consegnò al Principe Carlo e alla Principessa Diana Spencer un assegno di 450.000 dollari per la loro fondazione benefica. La coppia reale, che assistette al concerto, gli consegnò in cambio una speciale targa commemorativa per le vendite dei suoi album Off the Wall, Thriller e Bad in Gran Bretagna. Mentre si trovava a Londra, il cantante ricevette un trattamento fino ad allora riservato solo ai reali: in occasione di una cena in suo onore alla Guildhall, Jackson divenne il primo commoner della storia ad entrare nello storico edificio attraverso l'ingresso reale, grazie ad un permesso concesso dalla Regina Elisabetta II in persona, venendo accompagnato da trombettieri e guardie reali a cavallo.
Anche gli altri concerti nel paese stabilirono record senza precedenti: il suo spettacolo al Cardiff Arms Park, davanti a 55.000 persone, divenne il più grande evento mai visto in Galles fino a quel momento, mentre a Leeds Jackson attirò una folla di oltre 90.000 persone al Roundhay Park, infrangendo tutti i precedenti record del luogo, in cui donò 130.000 dollari all'associazione benefica a Give for Life; il concerto si svolse il 29 agosto 1988, nel giorno del suo 30º compleanno: in un momento di pausa il pubblico gli cantò Happy Birthday. All'ultimo concerto britannico ed europeo del tour, tenuto l'11 settembre all'ippodromo di Liverpool, assistette una folla di 125.000 persone (di cui oltre 1.550 rimasero ferite nella corsa ai posti), la più grande mai vista nel paese per un artista straniero, e la più grande della carriera di Jackson fino a quel momento.
In tutto, il tour europeo fu seguito da oltre 2,5 milioni di fan, diventando all'epoca il tour di maggior successo di sempre nel continente.

### Stati Uniti e ritorno in Giappone
Conclusa l'estate, Jackson organizzò un secondo tour con tutto esaurito negli Stati Uniti in autunno e, a dicembre Jackson tornò ad esibirsi in Giappone, con altri nove concerti sold out al Tokyo Dome davanti a 450.000 persone.
Il 12 dicembre 1988, durante il terzo spettacolo nella capitale nipponica, il Bad World Tour raggiunse i 4 milioni di spettatori paganti, stabilendo così il record di pubblico più numeroso mai radunato nella storia della musica. La spettatrice ad aver acquistato il quattromilionesimo biglietto risultò essere una bambina di nome Ayana Takada che, all'età di nove anni, fu prima invitata dal cantante a salire sul palco e poi, dopo averla ricevuta nel backstage insieme al fratello, le donò personalmente una targa commemorativa per celebrare il numero di presenze.
In totale, oltre 1 milione di giapponesi assistette ai 23 concerti sold out del Bad World Tour, la tournée di maggior successo di tutti i tempi nel paese. Il tour si concluse a Los Angeles, nel gennaio del 1989.

## Date
| Data              | Città             | Paese       | Luogo                       | Spettatori |
| ----------------- | ----------------- | ----------- | --------------------------- | ---------- |
| Prima Parte       |                   |             |                             |            |
| Asia              |                   |             |                             |            |
| 12 settembre 1987 | Tokyo             | Giappone    | Korakuen Stadium            | 45,000     |
| 13 settembre 1987 | Tokyo             | Giappone    | Korakuen Stadium            | 45,000     |
| 14 settembre 1987 | Tokyo             | Giappone    | Korakuen Stadium            | 45,000     |
| 19 settembre 1987 | Nishinomiya       | Giappone    | Hankyu Nishinomiya Stadium  | 35,000     |
| 20 settembre 1987 | Nishinomiya       | Giappone    | Hankyu Nishinomiya Stadium  | 35,000     |
| 21 settembre 1987 | Nishinomiya       | Giappone    | Hankyu Nishinomiya Stadium  | 35,000     |
| 25 settembre 1987 | Yokohama          | Giappone    | Yokohama Stadium            | 48,000     |
| 26 settembre 1987 | Yokohama          | Giappone    | Yokohama Stadium            | 48,000     |
| 27 settembre 1987 | Yokohama          | Giappone    | Yokohama Stadium            | 48,000     |
| 3 ottobre 1987    | Yokohama          | Giappone    | Yokohama Stadium            | 48,000     |
| 4 ottobre 1987    | Yokohama          | Giappone    | Yokohama Stadium            | 48,000     |
| 10 ottobre 1987   | Osaka             | Giappone    | Osaka Stadium               | 32,000     |
| 11 ottobre 1987   | Osaka             | Giappone    | Osaka Stadium               | 32,000     |
| 12 ottobre 1987   | Osaka             | Giappone    | Osaka Stadium               | 32,000     |
| Oceania           |                   |             |                             |            |
| 13 novembre 1987  | Melbourne         | Australia   | Olympic Park Stadium        | 45,000     |
| 20 novembre 1987  | Sydney            | Australia   | Parramatta Stadium          | 45,000     |
| 21 novembre 1987  | Sydney            | Australia   | Parramatta Stadium          | 45,000     |
| 25 novembre 1987  | Brisbane          | Australia   | Entertainment Centre        | 13,000     |
| 28 novembre 1987  | Brisbane          | Australia   | Entertainment Centre        | 13,000     |
| Seconda Parte     |                   |             |                             |            |
| Nord America      |                   |             |                             |            |
| 23 febbraio 1988  | Kansas City       | Stati Uniti | Kemper Arena                | 17,000     |
| 24 febbraio 1988  | Kansas City       | Stati Uniti | Kemper Arena                | 17,000     |
| 3 marzo 1988      | New York          | Stati Uniti | Madison Square Garden       | 20,000     |
| 5 marzo 1988      | New York          | Stati Uniti | Madison Square Garden       | 20,000     |
| 6 marzo 1988      | New York          | Stati Uniti | Madison Square Garden       | 20,000     |
|                   | Saint Louis       | Stati Uniti | St. Louis Arena             |            |
| 13 marzo 1988     | Saint Louis       | Stati Uniti | St. Louis Arena             | 17,000     |
| 18 marzo 1988     | Indianapolis      | Stati Uniti | Market Square Arena         | 17,500     |
| 19 marzo 1988     | Indianapolis      | Stati Uniti | Market Square Arena         | 17,500     |
| 20 marzo 1988     | Louisville        | Stati Uniti | Freedom Hall                | 19,000     |
| 24 marzo 1988     | Denver            | Stati Uniti | McNichols Sports Arena      | 20,000     |
| 25 marzo 1988     | Denver            | Stati Uniti | McNichols Sports Arena      | 20,000     |
| 26 marzo 1988     | Denver            | Stati Uniti | McNichols Sports Arena      | 20,000     |
| 30 marzo 1988     | Hartford          | Stati Uniti | Hartford Civic Center       | 15,000     |
| 31 marzo 1988     | Hartford          | Stati Uniti | Hartford Civic Center       | 15,000     |
| 1º aprile 1988    | Hartford          | Stati Uniti | Hartford Civic Center       | 15,000     |
| 8 aprile 1988     | Houston           | Stati Uniti | Summit Arena                | 17,500     |
| 9 aprile 1988     | Houston           | Stati Uniti | Summit Arena                | 17,500     |
| 10 aprile 1988    | Houston           | Stati Uniti | Summit Arena                | 17,500     |
| 13 aprile 1988    | Atlanta           | Stati Uniti | Omni Coliseum               | 16,500     |
| 14 aprile 1988    | Atlanta           | Stati Uniti | Omni Coliseum               | 16,500     |
| 15 aprile 1988    | Atlanta           | Stati Uniti | Omni Coliseum               | 16,500     |
| 19 aprile 1988    | Rosemont          | Stati Uniti | Rosemont Horizon Arena      | 18,500     |
| 20 aprile 1988    | Rosemont          | Stati Uniti | Rosemont Horizon Arena      | 18,500     |
| 21 aprile 1988    | Rosemont          | Stati Uniti | Rosemont Horizon Arena      | 18,500     |
| 25 aprile 1988    | Dallas            | Stati Uniti | Reunion Arena               | 18,500     |
| 26 aprile 1988    | Dallas            | Stati Uniti | Reunion Arena               | 18,500     |
| 27 aprile 1988    | Dallas            | Stati Uniti | Reunion Arena               | 18,500     |
| 4 maggio 1988     | Minneapolis       | Stati Uniti | Metropolitan Center         | 17,000     |
| 5 maggio 1988     | Minneapolis       | Stati Uniti | Metropolitan Center         | 17,000     |
| 6 maggio 1988     | Minneapolis       | Stati Uniti | Metropolitan Center         | 17,000     |
| Europa            |                   |             |                             |            |
| 23 maggio 1988    | Roma              | Italia      | Stadio Flaminio             | 35,000     |
| 24 maggio 1988    | Roma              | Italia      | Stadio Flaminio             | 35,000     |
| 29 maggio 1988    | Torino            | Italia      | Stadio Olimpico             | 60,000     |
| 2 giugno 1988     | Vienna            | Austria     | Prater Stadion              | 55,000     |
| 5 giugno 1988     | Rotterdam         | Paesi Bassi | Feijenoord Stadion          | 50,000     |
| 6 giugno 1988     | Rotterdam         | Paesi Bassi | Feijenoord Stadion          | 50,000     |
| 7 giugno 1988     | Rotterdam         | Paesi Bassi | Feijenoord Stadion          | 50,000     |
| 11 giugno 1988    | Göteborg          | Svezia      | Eriksberg Dock Grounds      | 55,000     |
| 12 giugno 1988    | Göteborg          | Svezia      | Eriksberg Dock Grounds      | 55,000     |
| 16 giugno 1988    | Basilea           | Svizzera    | St. Jakob Stadion           | 50,000     |
| 19 giugno 1988    | Berlino           | Germania    | Reichstag Grounds           | 43,000     |
| 27 giugno 1988    | Parigi            | Francia     | Parc des Princes            | 70,000     |
| 28 giugno 1988    | Parigi            | Francia     | Parc des Princes            | 70,000     |
| 1º luglio 1988    | Amburgo           | Germania    | Volksparkstadion            | 50,000     |
| 3 luglio 1988     | Colonia           | Germania    | Müngersdorfer Stadion       | 70,000     |
| 8 luglio 1988     | Monaco di Baviera | Germania    | Olympiastadion              | 72,000     |
| 10 luglio 1988    | Hockenheim        | Germania    | Hockenheimring              | 80,000     |
| 14 luglio 1988    | Londra            | Inghilterra | Wembley Stadium             | 72,000     |
| 15 luglio 1988    | Londra            | Inghilterra | Wembley Stadium             | 72,000     |
| 16 luglio 1988    | Londra            | Inghilterra | Wembley Stadium             | 72,000     |
| 22 luglio 1988    | Londra            | Inghilterra | Wembley Stadium             | 72,000     |
| 23 luglio 1988    | Londra            | Inghilterra | Wembley Stadium             | 72,000     |
| 26 luglio 1988    | Cardiff           | Galles      | Cardiff Arms Park           | 55,000     |
| 30 luglio 1988    | Cork              | Irlanda     | Páirc Uí Chaoimh            | 65,000     |
| 31 luglio 1988    | Cork              | Irlanda     | Páirc Uí Chaoimh            | 65,000     |
| 5 agosto 1988     | Marbella          | Spagna      | Estadio Municipal           | 28,000     |
| 7 agosto 1988     | Madrid            | Spagna      | Estadio Calderón            | 60,000     |
| 9 agosto 1988     | Barcellona        | Spagna      | Camp Nou                    | 95,000     |
| 12 agosto 1988    | Nizza             | Francia     | Stade de l'Ouest            | 48,000     |
| 14 agosto 1988    | Montpellier       | Francia     | Stade Richter               | 35,000     |
| 19 agosto 1988    | Losanna           | Svizzera    | Stade Olympique             | 45,000     |
| 21 agosto 1988    | Würzburg          | Germania    | Mainwiesen                  | 43,000     |
| 23 agosto 1988    | Werchter          | Belgio      | Werchter Park               | 55,000     |
| 26 agosto 1988    | Londra            | Inghilterra | Wembley Stadium             | 72,000     |
| 27 agosto 1988    | Londra            | Inghilterra | Wembley Stadium             | 72,000     |
| 29 agosto 1988    | Leeds             | Inghilterra | Roundhay Park               | 90,000     |
| 2 settembre 1988  | Hannover          | Germania    | Niedersachsenstadion        | 40,000     |
| 4 settembre 1988  | Gelsenkirchen     | Germania    | Parkstadion                 | 52,000     |
| 6 settembre 1988  | Linz              | Austria     | Linzer Stadion              | 40,000     |
| 10 settembre 1988 | Milton Keynes     | Inghilterra | Milton Keynes Bowl          | 60,000     |
| 11 settembre 1988 | Liverpool         | Inghilterra | Aintree Racecourse          | 125,000    |
| Nord America      |                   |             |                             |            |
| 26 settembre 1988 | Pittsburgh        | Stati Uniti | Civic Arena                 | 16,000     |
| 27 settembre 1988 | Pittsburgh        | Stati Uniti | Civic Arena                 | 16,000     |
| 28 settembre 1988 | Pittsburgh        | Stati Uniti | Civic Arena                 | 16,000     |
| 3 ottobre 1988    | East Rutherford   | Stati Uniti | Meadowlands Arena           | 20,000     |
| 4 ottobre 1988    | East Rutherford   | Stati Uniti | Meadowlands Arena           | 20,000     |
| 5 ottobre 1988    | East Rutherford   | Stati Uniti | Meadowlands Arena           | 20,000     |
| 10 ottobre 1988   | Richfield         | Stati Uniti | Richfield Coliseum          | 19,000     |
| 11 ottobre 1988   | Richfield         | Stati Uniti | Richfield Coliseum          | 19,000     |
| 14 ottobre 1988   | Landover          | Stati Uniti | Capital Centre              | 17,500     |
| 17 ottobre 1988   | Landover          | Stati Uniti | Capital Centre              | 17,500     |
| 18 ottobre 1988   | Landover          | Stati Uniti | Capital Centre              | 17,500     |
| 19 ottobre 1988   | Landover          | Stati Uniti | Capital Centre              | 17,500     |
| 24 ottobre 1988   | Auburn Hills      | Stati Uniti | Palace of Auburn Hills      | 16,500     |
| 25 ottobre 1988   | Auburn Hills      | Stati Uniti | Palace of Auburn Hills      | 16,500     |
| 26 ottobre 1988   | Auburn Hills      | Stati Uniti | Palace of Auburn Hills      | 16,500     |
| 7 novembre 1988   | Irvine            | Stati Uniti | Irvine Meadows Amphitheater | 15,000     |
| 8 novembre 1988   | Irvine            | Stati Uniti | Irvine Meadows Amphitheater | 15,000     |
| 9 novembre 1988   | Irvine            | Stati Uniti | Irvine Meadows Amphitheater | 15,000     |
| 13 novembre 1988  | Los Angeles       | Stati Uniti | Memorial Sports Arena       | 18,000     |
| Asia              |                   |             |                             |            |
| 9 dicembre 1988   | Tokyo             | Giappone    | Tokyo Dome                  | 50,000     |
| 10 dicembre 1988  | Tokyo             | Giappone    | Tokyo Dome                  | 50,000     |
| 11 dicembre 1988  | Tokyo             | Giappone    | Tokyo Dome                  | 50,000     |
| 17 dicembre 1988  | Tokyo             | Giappone    | Tokyo Dome                  | 50,000     |
| 18 dicembre 1988  | Tokyo             | Giappone    | Tokyo Dome                  | 50,000     |
| 19 dicembre 1988  | Tokyo             | Giappone    | Tokyo Dome                  | 50,000     |
| 24 dicembre 1988  | Tokyo             | Giappone    | Tokyo Dome                  | 50,000     |
| 25 dicembre 1988  | Tokyo             | Giappone    | Tokyo Dome                  | 50,000     |
| 26 dicembre 1988  | Tokyo             | Giappone    | Tokyo Dome                  | 50,000     |
| Nord America      |                   |             |                             |            |
| 16 gennaio 1989   | Los Angeles       | Stati Uniti | Memorial Sports Arena       | 18,000     |
| 17 gennaio 1989   | Los Angeles       | Stati Uniti | Memorial Sports Arena       | 18,000     |
| 18 gennaio 1989   | Los Angeles       | Stati Uniti | Memorial Sports Arena       | 18,000     |
| 26 gennaio 1989   | Los Angeles       | Stati Uniti | Memorial Sports Arena       | 18,000     |
| 27 gennaio 1989   | Los Angeles       | Stati Uniti | Memorial Sports Arena       | 18,000     |

### Cancellazioni e modifiche
- 8 ottobre 1987: Osaka, Giappone, Osaka Stadium; Riprogrammato per il 10 ottobre 1987 (Jackson aveva la laringite)
- 9 ottobre 1987: Osaka, Giappone, Osaka Stadium; Riprogrammato per il 12 ottobre 1987 (Jackson aveva la laringite)
- 17 e 18 ottobre 1987: Hong Kong, Hong Kong, Hong Kong Coliseum: CANCELLATI (per problemi di organizzazione).[172][173]
- 3 novembre 1987: Perth, Australia, W.A.C.A. Oval; CANCELLATO (per il rifiuto dell'associazione di cricket a concedere l'uso dell'impianto).[174]
- 8 novembre 1987: Adelaide, Australia, Thebarton Oval; CANCELLATO (per il rifiuto dell'associazione di cricket a concedere l'uso dell'impianto).[174]
- 27 novembre 1987: Brisbane, Australia, Queen Elizabeth II Stadium; Spostato all'Entertainment Centre con una seconda data aggiuntiva (per problemi di organizzazione).[174][141]
- 2 dicembre 1987: Wellington, Nuova Zelanda, Athletic Park; CANCELLATO (per il rifiuto dell'associazione di cricket a concedere l'uso dell'impianto).[175][176]
- 6 dicembre 1987: Auckland, Nuova Zelanda, Mount Smart Stadium; CANCELLATO (per il rifiuto dell'associazione di cricket a concedere l'uso dell'impianto).[175][176]
- 14 marzo 1988: Saint Louis, Stati Uniti, Saint Louis Arena; CANCELLATO (Jackson aveva la laringite).[144]
- 1 e 2 aprile 1988: Cincinnati, Stati Uniti, Riverfront Coliseum; CANCELLATI (per problemi di organizzazione).[177]
- Aprile/Maggio 1988: Orlando, Stati Uniti, Florida Citrus Bowl; CANCELLATO (per problemi di organizzazione).[178]
- Aprile/Maggio 1988: Tampa, Stati Uniti, Tampa Stadium; CANCELLATO (per problemi di organizzazione).[179]
- 23 giugno 1988: Lione, Francia, Stade de Gerland; CANCELLATO (a causa dei pochi biglietti venduti).[180]
- Giugno 1988: Milano, Italia, Stadio Giuseppe Meazza; Spostati in un'unica data allo Stadio Olimpico di Torino (Jackson voleva fare due concerti a Roma e due a Milano tra fine maggio e inizio giugno, ma lo stadio milanese era inagibile a causa di ristrutturazioni).[181]
- Estate 1988: Slane, Irlanda, Slane Castle; CANCELLATI (per il rifiuto di Lord Henry Mountcharles, Visconte di Slane, di concedere l'uso del parco per due concerti in due notti consecutive).[121]
- Estate 1988: Shanghai, Cina, Shanghai Sports Stadium; CANCELLATO (Jackson era stato invitato ad esibirsi dalla China Record Corporation).[182][183]
- 9 agosto 1988: Montpellier, Francia, Stade Richter; Riprogrammato per il 14 agosto 1988 (per problemi di organizzazione)
- 9 settembre 1988: Milton Keynes, Regno Unito, Milton Keynes Bowl; CANCELLATO (per problemi di organizzazione).[184]
- 31 ottobre, 1° e 2 novembre 1988: Tacoma, Stati Uniti, Tacoma Dome; CANCELLATI (Jackson aveva la laringite. I tre concerti non furono mai riprogrammati nonostante fossero tutti sold out, con 72.000 biglietti venduti).[185][186]
- 14 novembre 1988: Los Angeles, Stati Uniti, Memorial Sports Arena; Riprogrammato per il 16 gennaio 1989 (Jackson aveva la laringite).[187][188]
- 15 novembre 1988: Los Angeles, Stati Uniti, Memorial Sports Arena; Riprogrammato per il 17 gennaio 1989 (Jackson aveva la laringite)
- 20 novembre 1988: Los Angeles, Stati Uniti, Memorial Sports Arena; Riprogrammato per il 18 gennaio 1989 (Jackson aveva la laringite)
- 21 novembre 1988: Los Angeles, Stati Uniti, Memorial Sports Arena; Riprogrammato per il 26 gennaio 1989 (Jackson aveva la laringite)
- 22 novembre 1988: Los Angeles, Stati Uniti, Memorial Sports Arena; Riprogrammato per il 27 gennaio 1989 (Jackson aveva la laringite)
- Agosto 1989: Seul, Corea del Sud, Stadio Olimpico; CANCELLATI (Jackson firmò con un produttore locale per esibirsi in 4 concerti, ma gli spettacoli non ebbero mai luogo).[189][190]

Piani iniziali prevedevano concerti anche a Birmingham, Chapel Hill e Miami, negli Stati Uniti; a Mannheim e Darmstadt in Germania, a Modena o Bologna in Italia, e in Canada.

## Home video

### Ufficiali
In occasione del venticinquesimo anniversario dell'uscita dell'album Bad, il 18 settembre 2012, è stato pubblicato un cofanetto commemorativo contenente il concerto allo Stadio Wembley di Londra del 16 luglio 1988 col titolo Michael Jackson Live at Wembley July 16, 1988, comprensivo di album rimasterizzato e CD con l'audio del concerto.

#### Bootleg
Sin dalla messa in onda televisiva in Giappone, nel 1987, del concerto che Jackson tenne a Yokohama il 26 settembre 1987, iniziarono a circolare VHS, MC e CD bootleg di tale concerto. Dal 2005 è in circolazione un DVD bootleg, Bad Tour Live in Yokohama Stadium, contenente la registrazione completa del concerto tenuto dal cantante allo stadio di Yokohama. Nello stesso periodo è uscito un altro DVD bootleg dei video tratti dall'album Bad. Questi due DVD sono stati stampati in un numero ristretto di copie e non in tutti i paesi. Nel 2009, anno della morte dell'artista, la Immortal Records ha pubblicato One Night in Japan, album dal vivo sempre bootleg che contiene nuovamente il concerto di Yokohama.

#### Altri concerti reperibili
Ogni tappa del Bad World Tour, così come per tutti i successivi tour da solista di Jackson, è stata filmata e montata in diretta per gli schermi giganti dalla Nocturne Productions e, alla fine di ogni tappa, salvata su una U-matic, VHS professionale ad alta definizione. Alla fine di ogni concerto, la U-matic veniva riversata su una normale VHS, in modo che Jackson potesse riguardare il concerto da un normale VCR nella sua stanza d'hotel. Negli anni, alcune di queste VHS sono finite in mano ai fan che, a partire dagli anni 2000, le hanno caricate su siti di video-file sharing come YouTube, rendendo molti di questi filmati reperibili per tutti. Inoltre, nel corso degli anni, sono stati trasmessi da alcune televisioni vari special televisivi comprendenti immagini inedite dal tour (come in Australia nel novembre 1987, in cui durante un'intervista esclusiva al cantante, vennero mostrate molte immagini in alta qualità delle prime tappe dei concerti giapponesi del tour) e, pertanto, è oggi possibile reperire tali immagini on-line. Qui di seguito sono elencate, in ordine per data di esecuzione, solo le tappe che è possibile reperire nella loro interezza o quasi-interezza:
- La maggior parte della tappa di Tokyo del 12 settembre 1987 è trapelata on-line nel 2012.[199]
- La tappa di Tokyo del 13 settembre 1987 è trapelata online nel 2015.[200]
- La maggior parte della tappa di Yokohama del 4 ottobre 1987 è trapelata on-line nel 2008.[201]
- La maggior parte della tappa di Osaka dell'10 ottobre 1987 è trapelata on-line 2008.[202]
- La prima metà della tappa di Brisbane del 28 novembre 1987 è trapelata on-line nel 2012.[203]
- Le prove della seconda parte del tour eseguite a Pensacola il 18 febbraio 1988 è trapelata in formato audio nella sua interezza on-line nel 2023.[204]
- La prima metà della tappa di Roma del 23 maggio 1988 è trapelata on-line nel 2016.[205]
- La prima mezz'ora della tappa di Tokyo del 9 dicembre 1988 è trapelata on-line nel 2013.[206]
- La tappa conclusiva del tour a Los Angeles del 27 gennaio 1989 è trapelata in formato audio nella sua interezza on-line nel 2021.[207]

## Staff

### Artista principale
- Michael Jackson: cantante, ballerino, co-coreografo, direttore musicale, direttore esecutivo

### Membri della band
- Direttore musicale: Greg Phillinganes
- Batteria: Ricky Lawson
- Basso: Don Boyette
- Chitarra elettrica: Jennifer Batten, Steve Stevens (ospite nella prima tappa di New York)
- Chitarra ritmica: Jon Clark
- Tastiere, sintetizzatori e Synclavier: Greg Phillinganes, Chris Currell, Rory Kaplan e John Barnes
- Coristi: Sheryl Crow (anche seconda voce assieme a Jackson in I Just Can't Stop Loving You e comparsa durante The Way You Make Me Feel), Kevin Dorsey, Dorian Holley, Darryl Phinnessee
- Cantanti ospiti: Stevie Wonder (ospite a Brisbane durante la canzone Bad), Siedah Garrett (ospite nella prima tappa di New York dove duettò assieme a Jackson in I Just Can't Stop Loving You)

### Ballerini
- LaVelle Smith Jr
- Damon Navandi
- Randy Allaire
- Evaldo Garcia
- Dominic Lucero
- Tatiana Thumbtzen (ospite a Kansas City e nella prima tappa di New York come ballerina durante The Way You Make Me Feel)

### Altri
- Ideazione e creazione spettacolo: Michael Jackson
- Coreografi: Michael Jackson e Vincent Paterson
- Personal manager di Michael Jackson: Frank Dileo
- Tour manager: John Draper
- Vicepresidente delle comunicazioni per MJJ Productions: Bob Jones
- Assistente personale di Michael Jackson: Jolie Levine
- Scenografo: Tom McPhilips
- Luci: Allen Branton
- Audio: Clair Bros. e Kevin Elison
- Video: Nocturne Video e Rick Coberly
- Costruzione palco: Tait Towers, Inc.
- Direttore della sicurezza: Bill Bray
- Costumisti: Bill Whitten, Michael Lee Bush e Dennis Tompkins
- Truccatori e parrucchieri principali: Karen Faye (truccatrice personale di Michael Jackson), Tommy Simms